# كريس بورتر (لاعب كرة قدم)
كريس بورتر (بالإنجليزية: Thomas Christopher Porter)‏ هو لاعب كرة قدم بريطاني (وحمل سابقاً جنسية المملكة المتحدة لبريطانيا العظمى وأيرلندا) في مركز مهاجم داخلي، ولد في 25 أكتوبر 1885 في ستوكبورت في المملكة المتحدة، وتوفي في 4 يونيو 1915 في جاليبولي في تركيا. لعب مع ستوكبورت كونتي ونادي نورثن نومادز ومنتخب إنجلترا الوطني لكرة القدم للهواة ‏ وGlossop North End A.F.C. ‏.

## وصلات خارجية
- توماس كريستوفر بوتر على موقع أوليمبيديا (الإنجليزية)